# سروه پایین
سروه پایین روستایی است در شهرستان کوهرنگ، بخش بازفت، استان چهارمحال و بختیاری.